# Morris (piosenkarz)
Morris (właśc. Marius Iancu) (ur. 9 września 1976 w Roman) – piosenkarz, producent muzyczny oraz DJ pochodzący z Rumunii specjalizujący się w muzyce pop, electro oraz house.

## Dyskografia
- 2008: "Till the Morning Light"
- 2009: "Desire"
- 2009: "Havana Lover" feat. Sonny Flame
- 2009: "Destiny"
- 2009: "Lost"
- 2010: "Angel Eyes"
- 2011: "Because of U"
- 2012: "Boca Linda"
- 2013: "Awela"